# Houssay (Mayenne)
Houssay è un comune francese di 418 abitanti situato nel dipartimento della Mayenne nella regione dei Paesi della Loira.

## Società

### Evoluzione demografica
Abitanti censiti